# Xia Yu
Xia Yu (chiń. 夏雨; pinyin Xià Yǔ; ur. 28 października 1976) – chiński aktor filmowy i telewizyjny. Najmłodszy w historii zdobywca Pucharu Volpiego dla najlepszego aktora. Nagrodę tę otrzymał w wieku zaledwie 18 lat na 51. MFF w Wenecji za rolę w filmie W upalnym słońcu (1994) w reżyserii Jianga Wena.

## Wybrana filmografia
- 1994: W upalnym słońcu (Yang guang can lan de ri zi) jako Ma Xiaojun
- 2002: Na shi hua kai jako Gao Ju
- 2004: Du zi deng dai jako Chen Wen
- 2007: Jiang Bei Hao Ren
- 2013: Love Deposit